# تجفيف

في مخطط الأطوار النموذجي، يمتد الحد الفاصل بين الأطورين السائل والغازي من النقطة الثلاثية إلى النقطة الحرجة. يرمز السهم الأخضر للتجفيف العادي، أما السهم الأحمر فيرمز لعملية تجفيف فوق الحرج والأزرق للتجفيف بالتجميد.

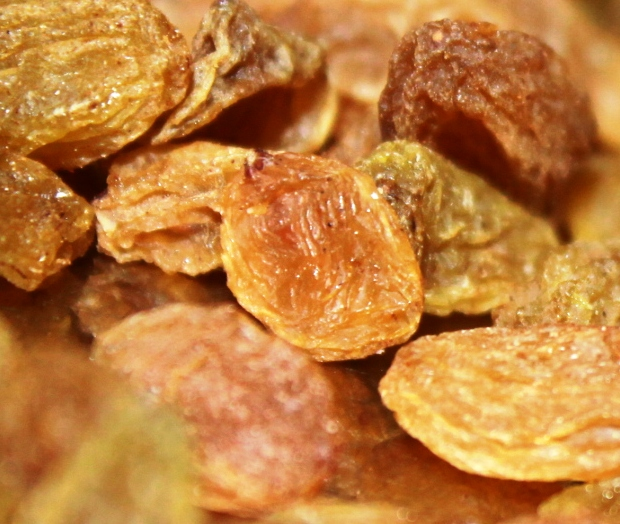
الزبيب عنب مجفف

التجفيف هو عملية نقل جماعي تتكون من إزالة الماء أو المذيبات الأخرى عن طريق التبخر من المواد الصلبة، شبة الصلبة والسائلة. وغالبا ما تستخدم هذه العملية كخطوة أخيرة قبل بيع أو تغليف وتعبئة المنتجات. ولكي تعتبر «مجففة»، يجب أن يكون المنتج النهائي في حالة صلبة، أو في شكل ورقي مستمر (مثل الورق)، أو قطعة طويلة (مثل الخشب)، أو جسيمات (مثل الحبوب أو رقائق الذرة) أو مسحوق (مثل الرمل، الملح، مسحوق الغسيل ومسحوق الحليب). ومن الضروري وجود مصدر حرارة ومادة لإزالة البخار التي تنتج عن عملية التجفيف. وفي المنتجات الحيوية، مثل الطعام والحبوب والأدوية مثل اللقاحات، يكون الماء غالبا هو المذيب.
وفي الحالة الأكثر شيوعا، تيار الغاز، على سبيل المثال الهواء، يطبق الحرارة عن طريق الحمل الحراري ويحمل بعيدا البخار كرطوبة. الاحتمالات الأخرى هي تجفيف الفراغ، حيث يتم تزويد الحرارة عن طريق التوصيل أو الإشعاع (أو موجات صغرية)، بينما يتم إزالة البخار المنتج على هذا النحو من قبل نظام التخلية. أسلوب آخر غير مباشر هو تجفيف التربة (المستخدمة، على سبيل المثال، لتصنيع رقائق البطاطس)، حيث يتم استخدام سطح ساخن لتوفير الطاقة ولسحب البخار خارج الغرفة. وبدوره، فإن استخراج المذيب ميكانيكيا، بالمياه على سبيل المثال، عن طريق الطرد المركزي، لا يعتبر «تجفيفا».

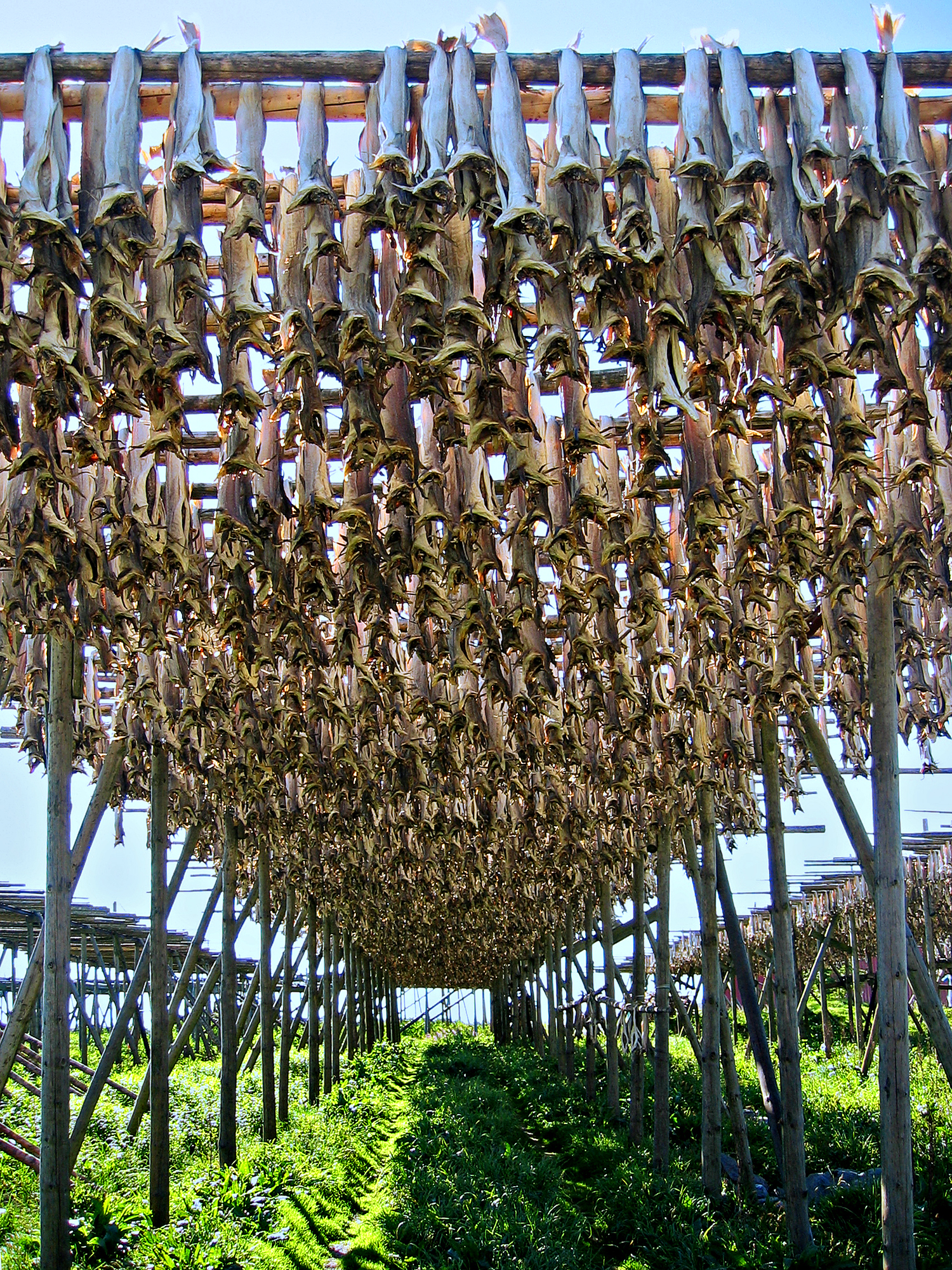
تجفيف الأسماك